# 壬申の功臣
壬申の功臣（じんしんのこうしん）とは、672年に発生した壬申の乱において、大海人皇子（天武天皇）に味方して戦った人々を指す。

## 由来
大海人皇子は甥の大友皇子（弘文天皇）との皇位継承争いに敗れ、吉野に隠棲していたが、後に家族や20名余りの舎人と共に東国に脱出して挙兵し、大友皇子の近江朝廷を打倒して皇位に就いた。ここで述べる「功臣」とはこの時付き従った舎人や後に大海人皇子に合流して戦功を上げた人々を指す。虎尾達哉によれば『日本書紀』・『続日本紀』に記載されているだけで82名、うち壬申の乱後も動向がある程度知られるのは60名としている（ただし、推定者を含めた数字であることに留意の必要がある）。

## 功臣への厚遇
功臣に対して行われた代表的な顕彰として、没後の贈位が上げられる。むしろ、贈位の制度自体が元々は壬申の功臣を顕彰するための制度であった可能性が高い（8世紀初期までは壬申の功臣以外の臣下で贈位を受けた例は少ない）。また、贈位と合わせて葬儀の際に鼓吹・贈賻 （賻の贈呈）も行われた。これらの措置は勅使の派遣と共に行われたとみられている。これらは唐の制度を日本に導入したとみられている。
また、当人もしくは子孫に対して功封・功田を与えられた。ただし、功封・功田には各人において差があり、8世紀に入っても子孫に対する功封・功田が授けられている。
ただし、在官中の大幅な冠位の昇進は少なく、村国男依のように一介の土豪が高い冠位に進んだ例は例外に属し（しかも、外位であった可能性がある）、羽田八国のようにその後大弁官に昇進しながら、冠位の方は反対に降格になってしまった例もある（その代償として最上位の姓である「真人」が与えられている）。功臣出身者で議政官以上に昇進したのは、乱以前からの有力豪族層出身である大伴御行・布施御主人・大伴安麻呂の3名のみである（しかも、その昇進は天武天皇崩御後のことである）。これは天皇親政の強化のために大臣・議政官を置かなかった天武天皇がその有資格者の出現を防ぐために功臣以外も含めた全体の冠位の昇進を抑制してきたこと、中央の有力豪族の勢力を抑えながらも全面的な対立を避けるために身分秩序を大幅に変革させるような昇進を行わなかったことが背景にあったと思われる。
それでも壬申の乱の功臣は天武天皇のその皇統に属する歴代天皇にとっては、自己の皇統確立に貢献した生き証人たちであり続け、死後も顕彰の対象とされ続けた。壬申の乱から55年後にあたる神亀4年（727年）11月、天武天皇の曾孫にあたる聖武天皇に皇子が生まれた際に官人に真綿が賜与され、更に累世の家の嫡子には絁10疋が与えられることになったが、調淡海と大倭五百足は高齢を理由に特別にこの特典に浴している。このうち、調淡海は大海人皇子（天武天皇）が吉野を脱出した際に従った舎人の1人であり、壬申の功臣の最後に近い生き残りであった（五百足は神武天皇以来続く大倭国造の立場が考慮されたとみられる）。

## 主な功臣
『日本書紀』・『続日本紀』における終見の早い順に記す。
- 坂本財
- 紀阿閉麻呂
- 大分恵尺
- 身毛広
- 朴井雄君
- 村国男依
- 三輪子首
- 坂田雷
- 紀堅麻呂
- 大分稚見
- 石川王
- 秦綱手
- 星川摩呂
- 三宅石床
- 舎人糠虫
- 土師真敷
- 膳摩漏
- 大伴馬来田
- 大伴吹負
- 坂上熊毛
- 文成覚
- 尾張馬身
- 置始宇佐伎
- 当麻広麻呂
- 羽田八国
- 佐味宿那麻呂
- 淳武微子
- 佐伯大目
- 大伴友国
- 書智徳
- 置始多久
- 蚊屋木間
- 河内王
- 鴨蝦夷
- 文赤麻呂
- 大狛百枝
- 多品治
- 稚桜部五百瀬
- 山背部小田
- 田中足麻呂
- 坂上老
- 当麻国見
- 大伴御行
- 県犬養大伴
- 和珥部君手
- 忌部色布知
- 出雲狛
- 布施御主人
- 民大火
- 高田新家
- 三輪高市麻呂
- 書根摩呂
- 安斗智徳
- 黄書大伴
- 土師馬手
- 大伴安麻呂
- 尾張大隅
- 忌部子首
- 調淡海
- 民小鮪